# Alissa White-Gluz
Alissa White-Gluz (n. 31 iulie 1985 în Montreal, Quebec, Canada) este o cântăreață canadiană de metalcore, vocalistă a formației melodic death metal Arch Enemy. Ea a devenit cunoscută ca solistă și membră fondatoare a formației heavy metal The Agonist.

## Discografie

### Cu The Agonist
- Once Only Imagined (14 august 2007 Century Media Records)
- Lullabies for the Dormant Mind (23 februarie 2009 Century Media Records)
- Prisoners (4 iunie 2012 Century Media Records)

### Cu Arch Enemy
- War Eternal (2014)
- Will to Power(2017)

### Apariții ca invitată
- Kamelot - Silverthorn (octombrie 2012 SPV/Steamhammer, King)
- Delain - The Human Contradiction (aprilie 2014 Napalm Records)

## Media
Alissa White-Gluz a fost aleasă de multiple ori ca una din "cele mai bune tipechicks din metal" de către Revolver Magazine.
În 2006, White-Gluz a apărut la Canadian Idol cântând un cover pentru piesa Bohemian Rhapsody de Queen. În ianuarie 2012, White-Gluz a a apărut ca antrenoare la un episod din Made la MTV.

## Activism
Ca o activistă declarată pentru drepturile animalelor, Alissa a primit premiul Libby de la PETA pentru poziția sa dintr-o campanie internațională unde a pledat împotriva vânătorii de foci din Canada. Alissa White-Gluz este vegană începând cu anul 1998.